# Born Free
Born Free (bra/prt: Uma Leoa Chamada Elsa) é um livro da escritora de nacionalidade austríaca e britânica checa Joy Adamson. O livro conta a experiência que a autora teve junto ao seu marido George Adamson ao readaptar a leoa Elsa, criada em cativeiro, à vida selvagem em uma reserva no Quênia.
Este livro serviu de inspiração para o filme Born Free (Uma leoa chamada Elsa em Portugal; A História de Elsa no Brasil), de 1960, dirigido por James Hill e estrelado por Virginia McKenna e Bill Travers no papel de Joy e George Adamson. O roteiro foi escrito por Lester Cole (sob o pseudônimo de Gerald L.C. Copley) e o próprio George Adamson foi colaborador durante a produção do filme.